# N-06E
ドコモ スマートフォン MEDIAS X N-06E（ドコモ スマートフォン メディアス エックス エヌゼロロクイー）は、NECカシオ モバイルコミュニケーションズによって開発された、NTTドコモの第3.9世代移動通信システム（Xi）と第3世代移動通信システム（FOMA）とのデュアルモード端末である。ドコモ スマートフォン（第2期）のひとつ。

## 概要
docomo with seriesの最終機種N-04Eのマイナーチェンジモデルで、スマートフォンにおいて世界初のヒートパイプによるCPU冷却機能を搭載している。当初はN-04E同様withの端末として開発されていた。
特徴として、画面下部にあるハードウェアキー（ウェイクアップ/スリープキー）の左右とイヤホンジャック部にイルミネーションをそれぞれ設け、電話やメール着信時などに光って知らせることができる。イルミネーションの種類は、ウェイクアップ/スリープキーの左右は7色15パターン、イヤホンジャック部は7色10パターンから選択できる。またイヤホンジャック部は半透明のスマートフォンピアス装着時には光を透過することができる。
また、MEDIASシリーズでは初となるNFC（Type A/B）にも対応している。
なお、先代機種と異なりおくだけ充電には非対応で、ワンセグ・NOTTVを視聴する際には、イヤホンジャックに付属のアンテナ付イヤホンケーブル N01を装着する必要がある。
ちなみに、今までMEDIASシリーズのUIは「Android標準ランチャー」およびドコモオリジナルUIの「docomo Palette UI」を採用していたが、今機種より「Android標準ランチャー」は廃止され、「docomo Palette UI」はそのままに、新たにNECカシオ独自のUI「LIFE UX」とドコモオリジナルUIで、従来の携帯電話から初めてスマートフォンに機種変更したユーザー向けUIの「docomo シンプル UI」が採用されている。
キャッチコピーは「美しいイルミネーションと快適な使いやすさを、このエレガントスリムで。」
2013年7月31日に親会社の日本電気がスマートフォンからの撤退を発表したため、本機種はNECカシオのスマートフォンとしては最終機種となる。

## 搭載アプリ
Google標準アプリ
- Chrome
- Gmail
- Google+
- Google検索
- Google設定
- Playストア
- Playブックス
- Playミュージック
- Playムービー
- YouTube
- トーク(→ハングアウト)
- ナビ
- マップ
- メッセンジャー
- ローカル
- 音声検索

メーカー提供アプリ
- MEDIAS NAVI
- Movie Studio
- Polaris Office 4.0
- おサイフケータイ
- カメラ
- カレンダー
- ギャラリー
- ダウンロード
- データBOX
- テレビ
- ファイルマネージャー
- ブラウザ
- メール
- メッセージ
- リマインダー
- 設定
- 電卓
- 時計・アラーム
- 取扱説明書

## 主な機能
| 主な対応サービス                                | 主な対応サービス                         | 主な対応サービス                     | 主な対応サービス                                       |
| ----------------------------------------------- | ---------------------------------------- | ------------------------------------ | ------------------------------------------------------ |
| タッチパネル/加速度センサー                     | Xi/FOMAハイスピード                      | Bluetooth                            | DCMX/おサイフケータイ/NFC/かざしてリンク/赤外線/トルカ |
| ワンセグ/フルセグ/モバキャス                    | メロディコール                           | テザリング                           | WiFi IEEE 802.11a/b/g/n/ac                             |
| GPS                                             | ドコモメール/電話帳バックアップ          | デコメール/デコメ絵文字/デコメアニメ | iチャネル                                              |
| エリアメール/ソフトウェアーアップデート自動更新 | デジタルオーディオプレーヤー(WMA)(MP3他) | GSM/3Gローミング(WORLD WING)         | フルブラウザ/Flash Player                              |
| Google Play/dメニュー/dマーケット               | Gmail/Google Talk/YouTube/Picasa         | バーコードリーダ/名刺リーダ          | ドコモ地図ナビ/Google Maps/ストリートビュー            |

## 歴史
- 2013年5月15日 - NTTドコモより発表。
- 2013年6月12日 - 事前予約開始。
- 2013年6月19日 - 発売開始[8]。

## アップデート・不具合など
2013年6月19日のアップデート
- 携帯電話(本体)の起動後、docomo シンプル UIの強制終了ポップアップが表示される場合がある不具合を修正する。
- ビルド番号がA1001101からA1001111になる。

2013年9月9日のアップデート
- 通知パネルがまれに開かなくなる場合がある不具合を修正する。
- ビルド番号がA1001101、A1001111からA1002301になる。